# Пал Секереш
Пал Секереш (мађ. Szekeres Pál; Будимпешта, 22. септембар 1964) је мађарски мачевалац и параолимпијац. Једини је спортиста који је икада освојио медаљу и на Олимпијским и на Параолимпијским играма.
Секереш је био део мађарског олимпијског тима у Сеулу 1988. године. Освојио је бронзану медаљу у дисциплини флорет екипно.
Након саобраћајне несреће 1991. године, остаје везан за колица, али ипак наставља спортску каријеру као параолимпијац. Учествовао је редовно на такмичњеима за спортисте са инвалидитеом, а на Параолимпијским играма је освојио шест медаља у мачевању.